# Садовка (Казахстан)
Са́довка (каз. Садовка) — село у складі району Шал-акина Північноказахстанської області Казахстану. Входить до складу Афанасьєвського сільського округу.
Населення — 61 особа (2021; 218 у 2009, 290 у 1999, 349 у 1989).
Національний склад станом на 1989 рік:
- казахи — 54 %
- росіяни — 37 %.